# Adesso (periodico)
Adesso è una rivista religiosa di ispirazione cattolica fondata da don Primo Mazzolari esordita il 15 gennaio 1949.

## Storia
Don Primo Mazzolari, parroco di Bozzolo, un paese in provincia di Mantova, fonda il quindicinale con l'intento di esprimere il momento della sfiducia nei confronti di una società migliore e diventa il simbolo dell'opposizione cristiana. La ragione del titolo e il programma appaiono nell'Editoriale del 15 gennaio 1949, mentre i cattolici sono al governo:
I collaboratori di Adesso trattano sulle pagine del quindicinale tutti quei problemi urgenti del mondo contemporaneo nati dalla promozione sociale e umana delle classi che un tempo erano quelle subalterne e cercano di avviare un dialogo con le altre forze politiche.
Tra le inchieste che appaiono su Adesso si ricorda quella sull'intelligenza e sul grado di cultura del popolo romagnolo del 30 aprile 1949, l'indagine sulla situazione dei sindacalisti cristiani di fronte al neocapitalismo e al comunismo ateo, la denuncia della responsabilità che hanno i cattolici nei confronti del Meridione in "Sicilia e Calabria", 15 novembre 1949 e il problema dei giovani e la guerra in "Giovani coscienze cristiane di fronte alla guerra", 15 settembre 1950.
Il 15 marzo del 1951 vennero sospese le pubblicazioni che riprenderanno il 15 novembre dello stesso anno per chiudere definitivamente il 15 settembre 1962, tre anni dopo la morte di Mazzolari.
Nel 1999 la testata Adesso è stata ripresa da don Ciro Miele ed è attualmente diretta da Arnaldo Casali.